# Weston-under-Lizard
Weston-under-Lizard är en by i civil parish Blymhill and Weston-under-Lizard, i distriktet South Staffordshire, i grevskapet Staffordshire i England. Byn är belägen 17 km från Stafford. Weston-under-Lizard var en civil parish fram till 1986 när blev den en del av Blymhill and Weston-under-Lizard. Civil parish hade 294 invånare år 1961. Byn nämndes i Domedagsboken (Domesday Book) år 1086, och kallades då Westone.